# Bob Lazar
Robert Scott Lazar, más conocido como Bob Lazar (Coral Gables, Florida, 26 de enero de 1959), es un escritor, ufólogo y teórico de conspiración estadounidense reconocido por proclamar haber trabajado desde 1988 hasta 1989 como físico en una zona militar llamada S-4 (Sector Cuatro), situada cerca de Groom Lake (Nevada). Según Lazar, las instalaciones de S-4 se utilizaban como una localización militar remota y oculta para el estudio de ingeniería inversa en naves extraterrestres. Lazar asegura que vio nueve platillos volantes diferentes durante su estancia allí.
Las dos universidades de las que afirma haber obtenido títulos no tienen ningún registro sobre él y Lazar nunca ha podido mostrar documento alguno que acredite que ha trabajado para el gobierno estadounidense.

## Biografía

### Antecedentes
Lazar asistió al Pierce College, Los Ángeles. Se declaró en bancarrota en 1986, cuando se describió a sí mismo como un trabajador autónomo dedicado al revelado fotográfico. Lazar posee y opera United Nuclear Scientific Equipment and Supplies, que vende una variedad de materiales y productos químicos.

### Afirmaciones
Lazar ha alcanzado notoriedad como teórico de la conspiración del Área 51 desde noviembre de 1989, cuando apareció en una entrevista especial con el periodista e investigador George Knapp en la cadena de televisión de Las Vegas KLAS-TV para hablar de diversos aspectos de las implicaciones de su trabajo en un grupo militar secreto llamado S-4 (Sector 4).
Bob Lazar afirma que fue introducido inicialmente para trabajar en S-4 por Edward Teller. Sus tareas habrían consistido en investigaciones científicas del sistema de propulsión de uno de nueve platillos volantes, como una parte general del proyecto de ingeniería inversa en curso que tenía lugar en S-4.
Desde las primeras observaciones de Lazar en S-4, pensó que los platillos voladores eran aviones secretos terrestres, cuyos vuelos de prueba deben haber sido responsables de muchos informes de ovnis. Gradualmente, y por los múltiples documentos que había leído detenidamente y que le habían mostrado en S-4, Lazar llegó a la conclusión de que los platillos eran de origen extraterrestre.
En cuanto a las teorías expuestas por Lazar sobre los estudios de física aplicada, que llevó a cabo en las instalaciones de S-4, asegura que el elemento atómico 115 (conocido también como un elemento sintético con el nombre de Ununpentio (hoy denominado Moscovio) y cuyo símbolo es Uup) serviría como combustible nuclear. El Elemento 115 según Lazar aportaría una fuente de energía el cual produciría unos efectos anti-gravitatorios bajo un constante bombardeo de protones, junto con la antimateria, para conseguir una vasta producción de energía. A medida que el campo de interacción nuclear fuerte del núcleo del Elemento 115 está debidamente amplificado, el efecto gravitacional a gran escala resultante vendría a ser una distorsión o deformación del espacio-tiempo que, de hecho, acortaría considerablemente la distancia y el tiempo de desplazamiento hacia un determinado destino.
Según Lazar, participó en reuniones informativas en las que describen la participación histórica de seres extraterrestres con la Tierra desde hace 10 000 años. Lazar afirma que los seres extraterrestres (Grises) provienen del sistema binario de estrellas Zeta Reticuli.

### United Nuclear y problemas legales
Lazar trabaja en United Nuclear, una compañía de suministros con base en Laingsburg, Míchigan. Esta empresa vende una variedad de materiales incluyendo minerales radioactivos, imanes, curiosidades como el aerogel y diversos químicos. United Nuclear afirma tener "más de 300.000 clientes satisfechos", incluyendo organismos públicos, escuelas y científicos amateur.
United Nuclear tiene un historial de problemas legales. En 2006,  tras una investigación federal que comenzó en 2003, Lazar y su esposa Joy White fueron acusados de violar la Ley Federal de Sustancias Peligrosas por enviar productos químicos restringidos controlados sin licencia a través de las fronteras estatales, entre ellos pequeñas cantidades de plutonio que fueron vendidas ilegalmente por la compañía. Los cargos se derivaron de una redada en 2003 en las oficinas comerciales de United Nuclear, donde se examinaron los registros de ventas de productos químicos. United Nuclear se declaró culpable de tres cargos criminales de introducirse en el comercio interestatal y ayudar y alentar la introducción en el comercio interestatal, y prohibió las sustancias peligrosas.
En 2007, la compañía fue sancionada con 7500 dólares por violar la ley que prohíbe la venta de productos químicos y componentes usados en la fabricación de fuegos artificiales ilegales. La compañía fue puesta en periodo de prueba durante tres años después de declararse culpable de tres cargos criminales de comercio ilegal interestatal de productos químicos controlados y prohibidos. Lazar y United Nuclear se declararon culpables de los cargos y Lazar aceptó una limitación permanente de venta de productos químicos relacionados con los fuegos artificiales.

#### Proxenetismo
En 1990, Lazar fue arrestado por ayudar e instigar a una red de prostitución. Esto se redujo a delito grave de proxenetismo, a lo cual se declaró culpable. Se le ordenó hacer 150 horas de servicio comunitario, mantenerse alejado de los burdeles y someterse a psicoterapia.

### Credibilidad
La credibilidad de Lazar sufrió un duro revés cuando se descubrió que las escuelas y universidades a las que afirmaba haber asistido no tenían constancia alguna de él, y que nadie de la comunidad científica recuerda siquiera haberle conocido.
- El informe de Lazar se considera falso por el hecho de que mientras el elemento 115 se encuentra en el rango postulado de Número Atómico de Gran Estabilidad, experimentos en la Tierra indican una vida de segundos en lugar de años. En 2004, un equipo de científicos estadounidenses y rusos tuvieron éxito al producir el elemento 115 como un isótopo inestable con una vida media de 100 ms.

- Lazar dice poseer títulos del Instituto Tecnológico de California (CIT) y del Instituto Tecnológico de Massachusetts (MIT). Sin embargo, su nombre no aparece en el listado de alumnos de ninguna de esas instituciones. Ni siquiera los anuarios de su época contienen imágenes o alguna referencia a él. Lazar afirma que esto es resultado del borrado de su identidad por parte del gobierno.

- En su sitio de internet, se lee en la sección "About":

Bob trabajó en el Laboratorio Nacional los Alamos (específicamente en la Meson Physics Facility), a cargo de experimentos con el Acelerador de Partículas Lineal...

 Sin embargo, el laboratorio niega haber empleado a Lazar alguna vez.
Más allá de estas dudas, a través de una extensiva investigación, George Knapp, el reconocido periodista estadounidense, encontró el nombre de Robert Lazar en un directorio de teléfonos de Los Alamos en 1982 («Bob Lazar: Area 51 & Flying Saucers». YouTube. 2018.), mientras que una página del diario de 1982 de Los Alamos, mostró a Lazar, con fotos incluidas, hablando de su pasión por autos propulsados con Jet («Bob Lazar: Area 51 & Flying Saucers». YouTube. 2018.), también mencionando su trabajo en el laboratorio cómo físico.
EG&G, donde Lazar dijo que fue entrevistado para entrar al trabajo en el laboratorio en S4, tampoco tiene registros de Lazar. Las escuelas donde Lazar dice que estudió, también dicen no tener ningún registro sobre él.
Cuando fue procesado debido a su asociación con un círculo de prostitución, como fue referenciado más arriba, el gobierno tuvo dificultad en probar el pasado de Lazar de la misma forma que le fue extremadamente difícil a George Knapp («Bob Lazar: Area 51 & Flying Saucers». YouTube. 2018.) debido a que sus registros no existen.

### Festival Desert Blast
Lazar y su viejo amigo Gene Huff dirigen Desert Blast, un festival anual en el desierto de Nevada para entusiastas de la pirotecnia.  A partir de 1987, pero solo formalmente nombrado en 1991, el nombre se inspiró en la Operación Tormenta del Desierto. El festival presenta explosivos caseros, cohetes, vehículos a reacción y otras pirotecnias, con el objetivo de enfatizar el aspecto divertido de la química y la física.

### Documental
El largometraje documental de 2018 Bob Lazar: Area 51 & Flying Saucers se centra en las afirmaciones de Lazar de que intentó realizar ingeniería inversa con naves extraterrestres para el ejército de Estados Unidos en S-4. El documental fue dirigido por Jeremy Corbell y producido por George Knapp.